# Ministerio de Relaciones Exteriores (Israel)
El Ministerio de Relaciones Exteriores de Israel (en hebreo: משרד החוץ‎; Transliteración. Misrad HaHutz; en árabe: وزارة الخارجية الإسرائيلية‎) es uno de los ministerios más importantes en el gabinete de Israel. El papel del ministerio es la implementación de la política exterior de Israel y promover las relaciones económicas, culturales y científicas con otros países.
El Ministerio Relaciones Exteriores de Israel está localizado en el complejo gubernamental de Guivat Ram, en la capital de Israel. Su último ministro de Relaciones Exteriores es Gideon Sa'ar.

## Historia
En los primeros meses de 1948, cuando el gobierno del futuro Estado de Israel se estaba formando, el Ministerio de Relaciones Exteriores se encontraba en HaKirya, en las afueras de Tel Aviv. Moshe Sharett, exjefe del Departamento Político de la Agencia Judía, fue puesto a cargo de las relaciones exteriores.

## Relaciones diplomáticas
Israel mantiene relaciones diplomáticas con 159 países. Tiene misiones diplomáticas residentes en 76 embajadas, 20 consulados generales y cinco misiones especiales: misión de las Naciones Unidas en Nueva York; una misión de las Naciones Unidas establecida en Ginebra); una misión de las Naciones Unidas establecida en París; una misión de las Naciones Unidas establecida en Viena y un embajador en la Unión Europea (Bruselas).

## Edificio del Ministerio de Relaciones Exteriores

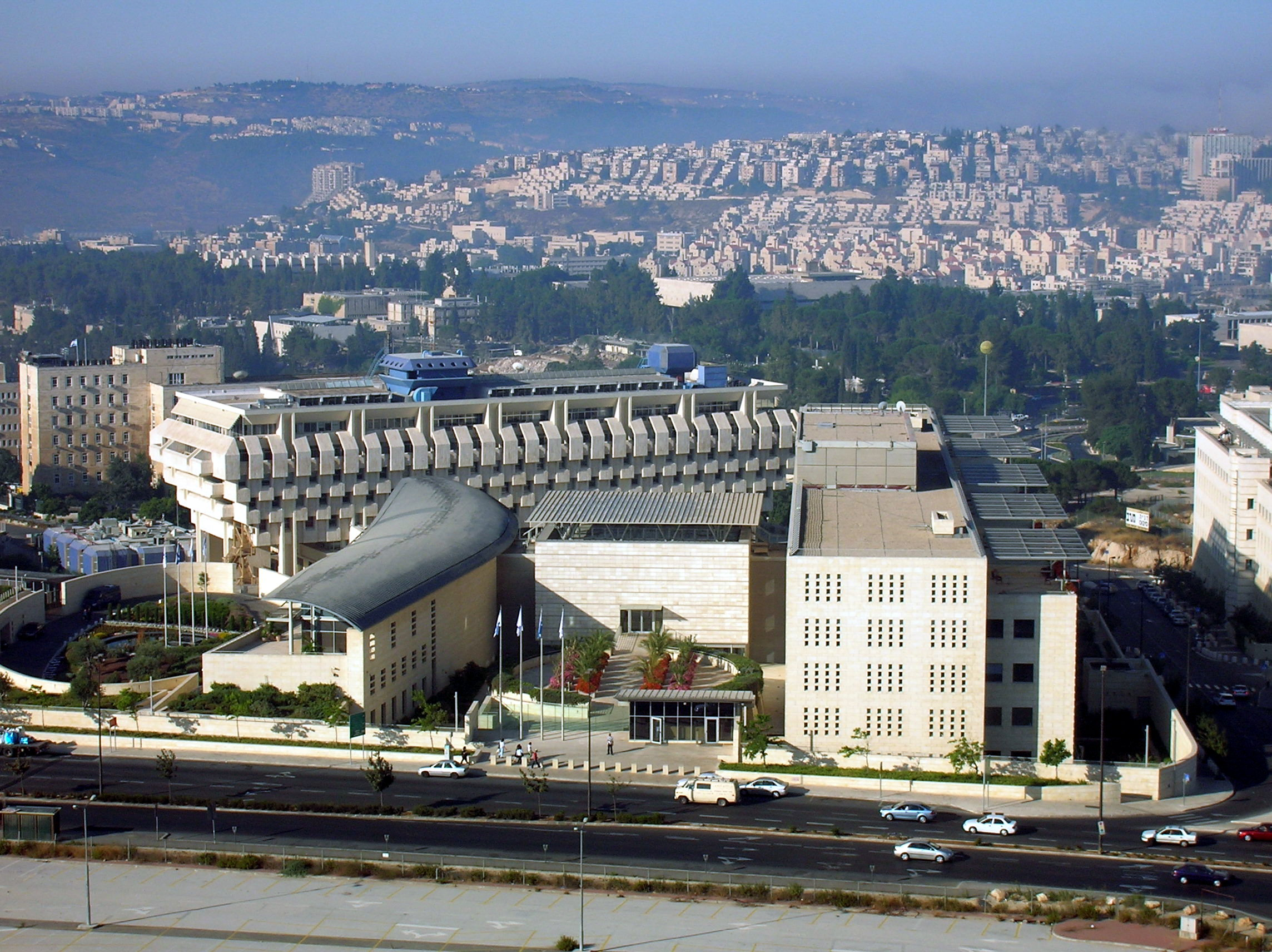
Edificio del Ministerio Relaciones Exteriores de Israel en Jerusalén.

El nuevo edificio del Ministerio de Relaciones Exteriores de Israel en Kiryat Ben-Gurion, un complejo gubernamental cerca de la Knesset, fue diseñado por los arquitectos de Jerusalén Kolker, Kolker y Epstein, en asociación con Diamond, Donald, Schmidt & Co. de Toronto. El edificio consta de tres alas: una alberga las oficinas del Ministro de Relaciones Exteriores y al director general; otra alberga al cuerpo diplomático y la biblioteca; y la tercera se utiliza para recepciones. Los muros exteriores de la sala de recepción tienen incorporadas placas de ónix que difunden una luz ámbar. En junio de 2001, el diseño ganó el Premio a la Excelencia del Real Instituto de Arquitectos de Canadá. El edificio se describe como un «sofisticado ensayo que juega entre lo sólido y el espacio, la masa y el volumen, y la luz y la sombra».

## Lista de ministros de Asuntos Exteriores
Partidos
     Mapai /Ma'araj/Partido Laborista       Likud      Gesher      Kadima      Israel Beitenu
Estatus
 Ministro interino 
| N.º | Nombre                                   | Imagen                                   | Partido                                  | Periodo                 | Periodo                 | Gob. (P.M.)                                           |
| --- | ---------------------------------------- | ---------------------------------------- | ---------------------------------------- | ----------------------- | ----------------------- | ----------------------------------------------------- |
| 1   | Moshe Sharett (cuando PM 1954–55)        |                                          | Mapai                                    | 15 de mayo de 1948      | 18 de junio de 1956     | Prov·1·2·3·4 (Ben-Gurion) 5·6 (Sharett) 7(Ben-Gurion) |
| 2   | Golda Meir                               |                                          | Mapai; Alineamiento (Partido Laborista ) | 18 de junio de 1956     | 12 de enero de 1966     | 7·8·9·10 (Ben-Gurion) 11·12 (Eshkol)                  |
| 3   | Abba Eban                                |                                          | Ma'araj (Partido Laborista )             | 13 de enero de 1966     | 2 de junio de 1974      | 13 (Eshkol) 14·15·16 (Meir)                           |
| 4   | Yigal Allon                              |                                          | Ma'araj (Partido Laborista )             | 3 de junio de 1974      | 19 de junio de 1977     | 17 (Rabin)                                            |
| 5   | Moshe Dayan                              |                                          | sin partido                              | 20 de junio de 1977     | 23 de octubre de 1979   | 18 (Begin)                                            |
| 6   | Menachem Begin (interino, cuando PM)     | Menachem Begin (interino, cuando PM)     | Likud                                    | 23 de octubre de 1979   | 10 de marzo de 1980     | 18 (Begin)                                            |
| 7   | Yitzhak Shamir (as PM 1983–84)           |                                          | Likud                                    | 10 de marzo de 1980     | 20 de octubre de 1986   | 18·19 (Begin) 20 (Shamir) 21 (Peres)                  |
| 8   | Shimon Peres                             |                                          | Ma'araj (Partido Laborista )             | 20 de octubre de 1986   | 23 de diciembre de 1988 | 22 (Shamir)                                           |
| 9   | Moshe Arens                              |                                          | Likud                                    | 23 de diciembre de 1988 | 12 de junio de 1990     | 23 (Shamir)                                           |
| 10  | David Levy                               |                                          | Likud                                    | 13 de junio de 1990     | 13 de julio de 1992     | 24 (Shamir)                                           |
| (7) | Shimon Peres                             |                                          | Partido Laborista                        | 14 de julio de 1992     | 22 de noviembre de 1995 | 25 (Rabin)                                            |
| 11  | Ehud Barak                               |                                          | Partido Laborista                        | 22 de noviembre de 1995 | 18 de junio de 1996     | 26 (Peres)                                            |
| (9) | David Levy                               |                                          | Gesher                                   | 18 de junio de 1996     | 6 de enero de 1998      | 27 (Netanyahu)                                        |
| 12  | Benjamin Netanyahu (interino, cuando PM) | Benjamin Netanyahu (interino, cuando PM) | Likud                                    | 6 de enero de 1998      | 13 de octubre de 1998   | 27 (Netanyahu)                                        |
| 13  | Ariel Sharon                             |                                          | Likud                                    | 13 de octubre de 1998   | 6 de junio de 1999      | 27 (Netanyahu)                                        |
| (9) | David Levy                               |                                          | Israel Ajat (Gesher)                     | 6 de junio de 1999      | 4 de agosto de 2000     | 28 (Barak)                                            |
| –   | Ehud Barak (interino, cuando PM)         | Ehud Barak (interino, cuando PM)         | Israel Ajat (Partido Laborista )         | 4 de agosto de 2000     | 10 de agosto de 2000    | 28 (Barak)                                            |
| 14  | Shlomo Ben-Ami                           |                                          | Israel Ajat (Partido Laborista )         | 10 de agosto de 2000    | 2 de noviembre de 2000  | 28 (Barak)                                            |
| 14  | Shlomo Ben-Ami                           | 2 de noviembre de 2000                   | Israel Ajat (Partido Laborista )         | 7 de marzo de 2001      |                         | 28 (Barak)                                            |
| (7) | Shimon Peres                             |                                          | Partido Laborista                        | 7 de marzo de 2001      | 2 de noviembre de 2002  | 29 (Sharon)                                           |
| –   | Ariel Sharon (interino, cuando PM)       | Ariel Sharon (interino, cuando PM)       | Likud                                    | 2 de noviembre de 2002  | 6 de noviembre de 2002  | 29 (Sharon)                                           |
| -   | Benjamin Netanyahu                       |                                          | Likud                                    | 6 de noviembre de 2002  | 28 de febrero de 2003   | 29 (Sharon)                                           |
| 15  | Silvan Shalom                            |                                          | Likud                                    | 28 de febrero de 2003   | 16 de enero de 2006     | 30 (Sharon)                                           |
| 16  | Tzipi Livni                              |                                          | Kadima                                   | 18 de enero de 2006     | 1 de abril de 2009      | 31 (Olmert)                                           |
| 17  | Avigdor Lieberman                        |                                          | Israel Beitenu                           | 1 de abril de 2009      | 18 de diciembre de 2012 | 32 (Netanyahu)                                        |
| -   | Benjamin Netanyahu                       |                                          | Likud                                    | 18 de diciembre de 2012 | 11 de noviembre de 2013 | 32 (Netanyahu)                                        |
| -   | Avigdor Lieberman                        |                                          | Israel Beitenu                           | 11 de noviembre de 2013 | 4 de mayo de 2015       | 33 (Netanyahu)                                        |
| -   | Benjamin Netanyahu                       |                                          | Likud                                    | 4 de mayo de 2015       | 17 de febrero de 2019   | 34 (Netanyahu)                                        |
| 18  | Israel Katz                              |                                          | Likud                                    | 17 de febrero de 2019   | 17 de mayo de 2020      | 34 (Netanyahu)                                        |
| 19  | Gabi Ashkenazi                           |                                          | Azul y Blanco                            | 17 de mayo de 2020      | 13 de junio de 2021     | 35 (Netanyahu)                                        |
| 20  | Yair Lapid                               |                                          | Yesh Atid                                | 13 de junio de 2021     | 29 de diciembre de 2022 | 36 (Bennett)                                          |
| 21  | Eli Cohen                                |                                          | Likud                                    | 29 de diciembre de 2022 | 1 de enero de 2024      | 37 (Netanyahu)                                        |
| 22  | Yisrael Katz                             |                                          | Likud                                    | 1 de enero de 2024      | 5 de noviembre de 2024  | 37 (Netanyahu)                                        |
| 23  | Gideon Sa'ar                             |                                          | Likud                                    | 5 de noviembre de 2024  |                         | 37 (Netanyahu)                                        |

### Lista de viceministros de Asuntos Exteriores
| #  | Nombre             | Partido            | Fechas en función                                 |
| -- | ------------------ | ------------------ | ------------------------------------------------- |
| 1  | Yehuda Ben-Meir    | Mafdal, Gesher ZRC | 11 de agosto de 1981 – 13 de septiembre de 1984   |
| 2  | Roni Milo          | Likud              | 24 de septiembre de 1984 – 20 de octubre de 1986  |
| 3  | Binyamin Netanyahu | Likud              | 26 de diciembre de 1988 – 11 de noviembre de 1991 |
| 4  | Yossi Beilin       | Partido Laborista  | 4 de agosto de 1992 – 17 de julio de 1995         |
| 5  | Eli Dayan          | Partido Laborista  | 24 de julio de 1995 – 18 de junio de 1996         |
| 6  | Nawaf Massalha     | Israel Ajat        | 5 de agosto de 1999 – 7 de marzo de 2001          |
| 7  | Michael Melchior   | Meimad             | 7 de marzo de 2001 – 26 de noviembre de 2001      |
| 8  | Majalli Wahabi     | Kadima             | 27 de octubre de 2007 – 31 de marzo de 2009       |
| 9  | Danny Ayalon       | Israel Beitenu     | 31 de marzo de 2009 – 18 de marzo de 2013         |
| 10 | Ze'ev Elkin        | Likud              | 18 de marzo de 2013 – 12 de mayo de 2014          |
| 11 | Tzachi Hanegbi     | Likud              | 2 de junio de 2014 – 6 de mayo de 2015            |
| 12 | Tzipi Hotovely     | Likud              | 19 de mayo de 2015 – 21 de abril de 2020          |
| 13 | Idan Roll          | Yesh Atid          | 12 de junio de 2021 – 29 de diciembre de 2022     |